# Ruptura Tito–Stalin
A Ruptura Tito-Stalin (em Servo-croata: Raskol Tito–Staljin / Раскол Тито–Стаљин) ou a Ruptura Soviético-Iugoslava (em russo:  Советско-югославский конфликт, transl. Sovetsko-i͡ugoslavskiĭ konflikt) foi o culminar de um conflito entre as lideranças políticas da Iugoslávia e da União Soviética, sob Josip Broz Tito e Josef Stalin, respectivamente, nos anos seguintes à Segunda Guerra Mundial. Embora apresentado por ambos os lados como uma disputa ideológica, o conflito foi tanto o produto de uma luta geopolítica nos Bálcãs que também envolveu a Albânia, a Bulgária e a insurgência comunista na Grécia, que a Iugoslávia de Tito apoiou e a União Soviética se opôs secretamente.
Nos anos seguintes à Segunda Guerra Mundial, a Iugoslávia prosseguiu objetivos econômicos, internos e de política externa que não se alinhavam com os interesses da União Soviética e dos seus aliados do Bloco Oriental. Em particular, a Iugoslávia esperava admitir a vizinha Albânia na federação iugoslava. Isto fomentou uma atmosfera de insegurança dentro da liderança política albanesa e exacerbou as tensões com a União Soviética, que fez esforços para impedir a integração albanesa-iugoslava. O apoio iugoslavo aos rebeldes comunistas na Grécia, contra a vontade da União Soviética, complicou ainda mais a situação política. Stalin tentou pressionar a Iugoslávia e moderar as suas políticas usando a Bulgária como intermediária. Quando o conflito entre a Iugoslávia e a União Soviética se tornou público em 1948, foi retratado como uma disputa ideológica para evitar a impressão de uma luta pelo poder dentro do Bloco de Leste.
A ruptura deu início ao Período Informbiro de expurgos dentro do Partido Comunista da Iugoslávia. Foi acompanhada por um nível significativo de perturbação da economia iugoslava, que anteriormente dependia do Bloco Oriental. O conflito também suscitou receios de uma invasão soviética iminente e até de uma tentativa de golpe de Estado por parte de líderes militares alinhados com os soviéticos, um receio alimentado por milhares de incidentes fronteiriços e incursões orquestradas pelos soviéticos e seus aliados. Privada da ajuda da União Soviética e do Bloco Oriental, a Iugoslávia recorreu posteriormente aos Estados Unidos em busca de assistência econômica e militar.

## Antecedentes

### Conflito Tito-Stalin durante a Segunda Guerra Mundial
Durante a Segunda Guerra Mundial, a relação entre o líder partisan iugoslavo Josip Broz Tito e o líder soviético Josef Stalin foi complicada pelas alianças da União Soviética, pelo desejo de Stalin de expandir a esfera de influência soviética para além das fronteiras da União Soviética e pelo confronto entre o Partido Comunista da Iugoslávia (KPJ) de Tito e o governo iugoslavo no exílio liderado pelo rei Pedro II da Iugoslávia. 
As potências do Eixo invadiram o Reino da Iugoslávia em 6 de abril de 1941. O país rendeu-se 11 dias depois e o governo fugiu para o estrangeiro, mudando-se finalmente para Londres. A Alemanha Nazista, a Itália Fascista, a Bulgária e a Hungria anexaram partes do país. O território restante foi dividido: a maior parte foi organizada como o Estado Independente da Croácia (NDH), um estado fantoche guarnecido por forças alemãs e italianas, enquanto a capital Belgrado permaneceu no território da Sérvia ocupado pelos alemães.  A União Soviética, ainda honrando o Pacto Molotov-Ribbentrop, rompeu relações com o governo iugoslavo e procurou, através dos seus meios de inteligência, estabelecer uma nova organização comunista independente do KPJ no NDH. A União Soviética também aprovou tacitamente a reestruturação do Partido dos Trabalhadores Búlgaro. Em particular, a nova estrutura organizacional e o novo território de operação do partido foram ajustados para ter em conta a anexação dos territórios iugoslavos pela Bulgária. Os soviéticos só reverteram o seu apoio a tais ações em Setembro de 1941 – bem depois do início da invasão da União Soviética pelo Eixo – após repetidos protestos do KPJ. 

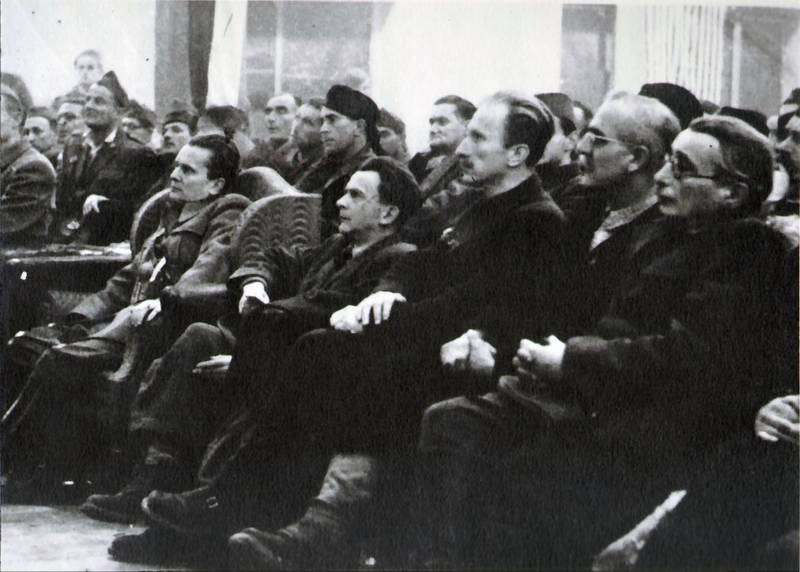
Em 1943, a liderança comunista iugoslava transformou o AVNOJ num novo órgão deliberativo iugoslavo.

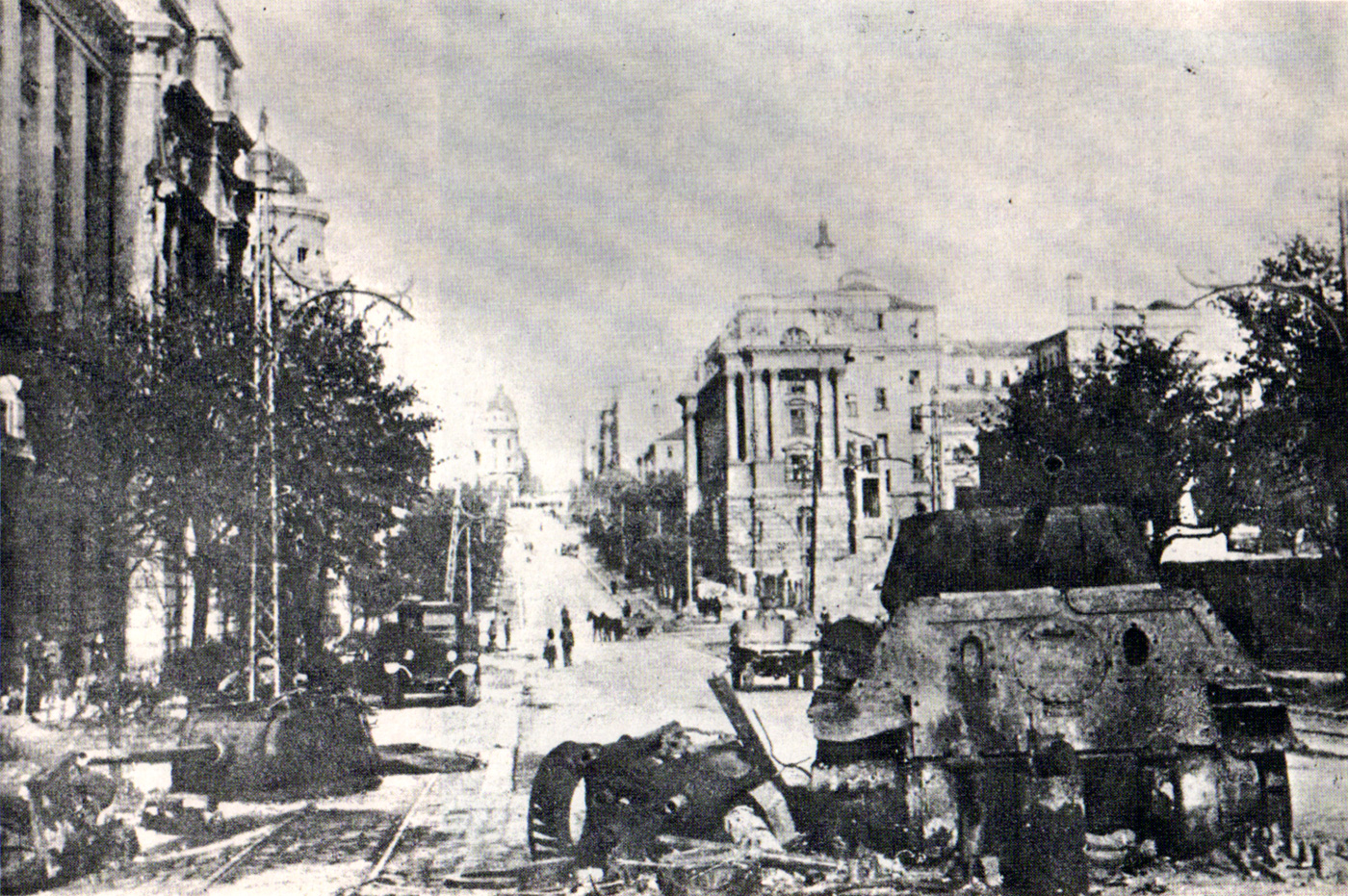
O Exército Vermelho, apoiado pelos Partisans Iugoslavos, capturou Belgrado em outubro de 1944.

Em junho de 1941, Tito informou ao Comintern e a Stalin sobre seus planos para um levante contra os ocupantes do Eixo. No entanto, Stalin considerou problemático o uso prolífico de símbolos comunistas pelos partisans de Tito.  Isso ocorreu porque Stalin via sua aliança com o Reino Unido e os Estados Unidos como necessariamente contrária à destruição das "liberdades democráticas" pelo Eixo. Stalin sentiu assim que as forças comunistas na Europa ocupada pelo Eixo eram na verdade obrigadas a lutar para restaurar as liberdades democráticas – mesmo que temporariamente. Em termos da Iugoslávia, isto significava que Stalin esperava que o KPJ lutasse para restaurar o governo no exílio. Remanescentes do Exército Real Iugoslavo, liderados pelo coronel Draža Mihailović e organizados como Chetniks, já buscavam a restauração da monarquia iugoslava. 
Em outubro de 1941, Tito encontrou-se duas vezes com Mihailović para propor uma luta conjunta contra o Eixo. Tito ofereceu-lhe o cargo de chefe do Estado-Maior das forças partisans, mas Mihailović recusou a oferta.  No final do mês, Mihailović concluiu que os comunistas eram o verdadeiro inimigo. No início, os Chetniks de Mihailović lutaram contra os Partisans e o Eixo simultaneamente, mas em poucos meses começaram a colaborar com o Eixo contra os Partisans.  Em novembro, os guerrilheiros lutavam contra os chetniks enquanto enviavam mensagens a Moscou protestando contra a propaganda soviética elogiando Mihailović. 
Em 1943, Tito transformou o Conselho Antifascista para a Libertação Nacional da Iugoslávia (AVNOJ) em um órgão deliberativo e legislativo totalmente iugoslavo, denunciou o governo no exílio e proibiu o retorno do rei Pedro ao país. Estas decisões foram contra o conselho soviético explícito, instruindo Tito a não antagonizar o monarca exilado e o seu governo. Stalin estava na Conferência de Teerã na época e considerou a medida uma traição à União Soviética.  Em 1944-1945, as renovadas instruções de Stalin aos líderes comunistas na Europa para estabelecerem coligações com políticos burgueses foram recebidas com incredulidade na Iugoslávia.  Este choque foi reforçado pela revelação do Acordo de Percentagens por Stalin ao surpreso Edvard Kardelj, vice-presidente do governo provisório iugoslavo. O acordo, concluído por Stalin e o primeiro-ministro britânico Winston Churchill durante a Conferência de Moscou de 1944, dividiu os países da Europa Oriental em esferas de influência britânica e soviética – dividindo a Iugoslávia igualmente entre os dois. 

### Disputa territorial em Trieste e Caríntia
Nos últimos dias da guerra, os guerrilheiros capturaram partes da Caríntia na Áustria e começaram a avançar em solo italiano do pré-guerra. Embora os Aliados Ocidentais acreditassem que Stalin havia planejado a mudança,  ele na verdade se opôs. Especificamente, Stalin temia pelo Quarto Governo Renner, apoiado pelos soviéticos de Karl Renner, e temia que ocorresse um conflito mais amplo com os Aliados sobre Trieste.  Stalin ordenou então que Tito se retirasse da Caríntia e de Trieste, e os guerrilheiros obedeceram. 
No entanto, a Iugoslávia manteve as suas reivindicações contra a Itália e a Áustria. A disputa territorial na parte noroeste da Ístria e em torno da cidade de Trieste fez com que o Tratado de Paz com a Itália fosse adiado até 1947, e levou ao estabelecimento do Território Livre independente de Trieste. Isto não satisfez Tito, que procurava revisões das fronteiras em torno de Trieste e na Caríntia, o que levou os Aliados Ocidentais a manter uma guarnição em Trieste para evitar uma tomada de poder iugoslava. A contínua insistência de Tito na aquisição de Trieste também foi vista por Stalin como um constrangimento para o Partido Comunista Italiano. 

### Situação política na Europa Oriental, 1945-1948
Imediatamente após a Segunda Guerra Mundial, a União Soviética procurou estabelecer o seu domínio político em países estrangeiros capturados pelo Exército Vermelho, principalmente através do estabelecimento de governos de coligação em países da Europa Oriental. O governo comunista de partido único era geralmente difícil de alcançar porque os partidos comunistas eram geralmente muito pequenos. Os líderes comunistas encararam a abordagem estratégica como uma medida temporária até que as circunstâncias que permitissem um regime exclusivamente comunista melhorassem.  O KPJ e o Partido Comunista Albanês (PKSH) desfrutaram de um apoio popular significativo proveniente do movimento partisan de Tito na Iugoslávia e do Movimento de Libertação Nacional da Albânia.  Enquanto aRepública Socialista Federativa da Iugoslávia de Tito estava sob influência soviética nos meses finais da guerra e nos primeiros anos do pós-guerra, Stalin declarou-a fora da esfera de interesse soviética em várias ocasiões,  tratando-a como um estado satélite.  O contraste com o resto da Europa Oriental foi sublinhado antes da ofensiva soviética em Outubro de 1944. Os partisans de Tito apoiaram a ofensiva, que acabou expulsando a Wehrmacht e seus aliados do norte da Sérvia e levou à captura de Belgrado.  A Terceira Frente Ucraniana do Marechal Fiódor Tolbúkhin teve de solicitar permissão formal ao governo provisório de Tito para entrar na Iugoslávia e teve de aceitar a autoridade civil iugoslava em qualquer território libertado. 

## Deterioração das relações

### Política externa iugoslava, 1945-1947

O Território Livre de Trieste era um território nominalmente independente centrado na cidade adriática de Trieste. Foi reivindicado pela Itália e pela Iugoslávia e tornou-se uma fonte de conflito entre a Iugoslávia e os Aliados Ocidentais. Antes da sua dissolução, o território consistia nas Zonas A e B, administradas pelos Aliados Ocidentais e pela Iugoslávia, respectivamente. A zona iugoslava foi finalmente dividida entre as repúblicas federadas da Croácia e da Eslovênia.

A União Soviética e a Iugoslávia assinaram um tratado de amizade quando Tito se encontrou com Stalin em Moscou em abril de 1945.  Estabeleceram boas relações bilaterais apesar das diferenças na forma de criar uma sociedade comunista ou socialista.  Em 1945, a Iugoslávia dependia da ajuda da Administração de Assistência e Reabilitação das Nações Unidas, uma vez que sofria de escassez de alimentos, mas deu muito maior publicidade interna à assistência soviética comparativamente menor.  Em 10 de janeiro de 1945, Stalin chamou a política externa da Iugoslávia de irracional por causa de suas reivindicações territoriais contra a maioria de seus vizinhos,  incluindo a Hungria,  Áustria,  e o Território Livre de Trieste, que havia sido separado do pré- -guerra território italiano.  Tito fez então um discurso criticando a União Soviética por não apoiar as suas exigências territoriais.  O confronto com os Aliados ocidentais tornou-se tenso em agosto de 1946, quando um avião de combate iugoslavo forçou um Douglas C-47 Skytrain da Força Aérea do Exército dos Estados Unidos a fazer um pouso forçado perto de Ljubljana e abateu outro acima de Bled, capturando dez e matando uma tripulação de cinco no intervalo de dez dias.  Os Aliados Ocidentais acreditaram incorretamente que Stalin encorajou a persistência de Tito; Na verdade, Stalin desejava evitar o confronto com o Ocidente. 
Tito também procurou estabelecer o domínio regional sobre os vizinhos do sul da Iugoslávia – Albânia, Bulgária e Grécia. As primeiras aberturas nesta direção ocorreram em 1943, quando uma proposta de uma sede regional para coordenar as ações partisans nacionais fracassou. Tito, que via a componente iugoslava dos partisans como superior, recusou-se a avançar com qualquer esquema que desse a outras componentes nacionais voz igual. A divisão pré-guerra da Macedônia em Vardar, Pirin e Macedônia do Egeu — controlada pela Iugoslávia, Bulgária e Grécia, respetivamente — complicou as relações regionais. A presença de uma população substancial de etnia albanesa na região iugoslava do Kosovo prejudicou ainda mais as relações. Em 1943, o PKSH propôs a transferência do Kosovo para a Albânia, apenas para ser confrontado com uma contraproposta: incorporar a Albânia numa futura federação iugoslava.  Tito e o primeiro secretário do PKSH, Enver Hoxha, revisitaram a ideia em 1946, concordando em fundir os dois países. 
Após a guerra, Tito continuou a buscar o domínio na região. Em 1946, a Albânia e a Iugoslávia assinaram um tratado de assistência mútua e acordos aduaneiros, integrando quase completamente a Albânia no sistema econômico iugoslavo. Quase mil peritos iugoslavos em desenvolvimento económico foram enviados para a Albânia e um representante do KPJ foi adicionado ao Comité Central do PKSH.  Os militares dos dois países também cooperaram, pelo menos na mineração do Canal de Corfu em outubro de 1946 – uma ação que danificou dois destróieres da Marinha Real e resultou em 44 mortos e 42 feridos.  Embora a União Soviética tivesse indicado anteriormente que só negociaria com a Albânia através da Iugoslávia, Stalin advertiu os iugoslavos para não prosseguirem a unificação com pressa. 
Em agosto de 1947, a Bulgária e a Iugoslávia assinaram um tratado de amizade e assistência mútua em Bled sem consultar a União Soviética, o que levou o ministro das Relações Exteriores soviético, Vyacheslav Molotov, a denunciá-lo.  Apesar disso, quando o Cominform foi criado em Setembro para facilitar a actividade e a comunicação comunista internacional,  os soviéticos elogiaram abertamente a Iugoslávia como um modelo a ser imitado pelo Bloco de Leste.  A partir de 1946, relatórios internos da embaixada soviética em Belgrado começaram a retratar os líderes iugoslavos em termos cada vez mais desfavoráveis. 

### Integração com a Albânia e apoio aos insurgentes gregos
A União Soviética começou a enviar os seus próprios conselheiros para a Albânia em meados de 1947, o que Tito viu como uma ameaça à maior integração da Albânia na Iugoslávia. Ele atribuiu a mudança a uma luta pelo poder dentro do Comité Central do PKSH envolvendo Hoxha, o ministro do Interior Koçi Xoxe, e o ministro da economia e indústria, Naco Spiru . Spiru era visto como o principal oponente das ligações com a Iugoslávia e defendia laços mais estreitos entre a Albânia e a União Soviética. Estimulado pelas acusações iugoslavas e instigado por Xoxe, Hoxha lançou uma investigação sobre Spiru. Poucos dias depois, Spiru morreu em circunstâncias pouco claras; sua morte foi oficialmente declarada suicídio.  Após a morte de Spiru, houve uma série de reuniões de diplomatas e funcionários iugoslavos e soviéticos sobre a questão da integração, culminando em uma reunião entre Stalin e Milovan Đilas, oficial do KPJ, em dezembro de 1947 e janeiro de 1948. Na sua conclusão, Stalin apoiou a integração da Albânia na Iugoslávia, desde que fosse adiada para um momento mais oportuno e realizada com o consentimento dos albaneses. Ainda não está claro se Stalin foi sincero no seu apoio ou se ele estava adotando uma tática protelatória. Independentemente disso, Đilas considerou o apoio de Stalin genuíno. 
O apoio iugoslavo ao Partido Comunista da Grécia (KKE) e ao Exército Democrático da Grécia (DSE) liderado pelo KKE na Guerra Civil Grega encorajou indiretamente o apoio albanês a laços mais estreitos com a Iugoslávia. A guerra civil na Grécia reforçou a percepção albanesa de que as fronteiras iugoslavas e albanesas estavam ameaçadas pela Grécia.  Houve uma operação de coleta de inteligência dos Estados Unidos no país.  Em 1947, doze agentes treinados pelo Serviço Secreto Britânico foram lançados de avião no centro da Albânia para iniciar uma insurreição, que não se concretizou.  Os iugoslavos esperavam que a aparente ameaça grega aumentasse o apoio albanês à integração com a Iugoslávia. Os enviados soviéticos à Albânia consideraram o esforço bem-sucedido ao incutir nos albaneses o medo dos gregos, juntamente com a percepção de que a Albânia não poderia se defender sozinha,  embora fontes soviéticas indicassem que não havia ameaça real de uma invasão grega da Albânia.  Tito pensava que, uma vez que muitos combatentes do DSE eram de etnia macedônia, a cooperação com o DSE poderia permitir à Iugoslávia anexar o território grego, expandindo-se para a Macedónia do Egeu, mesmo que o DSE não conseguisse tomar o poder. 
Pouco depois do encontro de Đilas e Stalin, Tito sugeriu a Hoxha que a Albânia deveria permitir que a Iugoslávia utilizasse bases militares perto de Korçë, perto da fronteira entre a Albânia e a Grécia, para se defender contra um potencial ataque grego e anglo-americano. No final de Janeiro, Hoxha aceitou a ideia. Além disso, Xoxe indicou que a integração dos exércitos albanês e iugoslavo tinha sido aprovada. Embora o assunto tenha sido supostamente conduzido em segredo, os soviéticos souberam do esquema através de uma fonte do governo albanês. 

### Federação com a Bulgária
No final de 1944, Stalin propôs pela primeira vez uma federação iugoslava-búlgara, envolvendo um estado dualista onde a Bulgária seria metade da federação e a Iugoslávia (dividida em suas repúblicas) a outra. A posição iugoslava era que uma federação era possível, mas apenas se a Bulgária fosse uma das sete unidades federais e se a Macedônia de Pirin fosse cedida à nascente unidade federal iugoslava da Macedônia. Dado que os dois lados não conseguiam chegar a acordo, Stalin convidou-os a Moscovo em Janeiro de 1945 para arbitragem – primeiro apoiando a visão búlgara – e dias depois mudando para a posição iugoslava. Finalmente, em 26 de Janeiro, o governo britânico alertou as autoridades búlgaras contra qualquer acordo de federação com a Iugoslávia antes de a Bulgária assinar um tratado de paz com os Aliados. A federação foi arquivada, para alívio de Tito. 
Três anos mais tarde, em 1948, quando Tito e Hoxha se preparavam para enviar o Exército Popular Iugoslavo para a Albânia, o líder do Partido dos Trabalhadores Búlgaro, Georgi Dimitrov, falou aos jornalistas ocidentais sobre transformar o Bloco de Leste num estado organizado a nível federal. Ele então incluiu a Grécia em uma lista de “democracias populares”, causando preocupação no Ocidente e na União Soviética. Tito procurou distanciar a Iugoslávia da ideia, mas os soviéticos passaram a acreditar que as observações de Dimitrov foram influenciadas pelas intenções da Iugoslávia nos Bálcãs. Em 1 de fevereiro de 1948, Molotov instruiu os líderes iugoslavos e búlgaros a enviarem representantes a Moscou até às 10 de fevereiro para discussões.  Em 5 de Fevereiro, poucos dias antes da reunião agendada com Stalin, a DSE lançou a sua ofensiva geral, bombardeando Salônica quatro dias depois. 

### Reunião de fevereiro de 1948 com Stalin

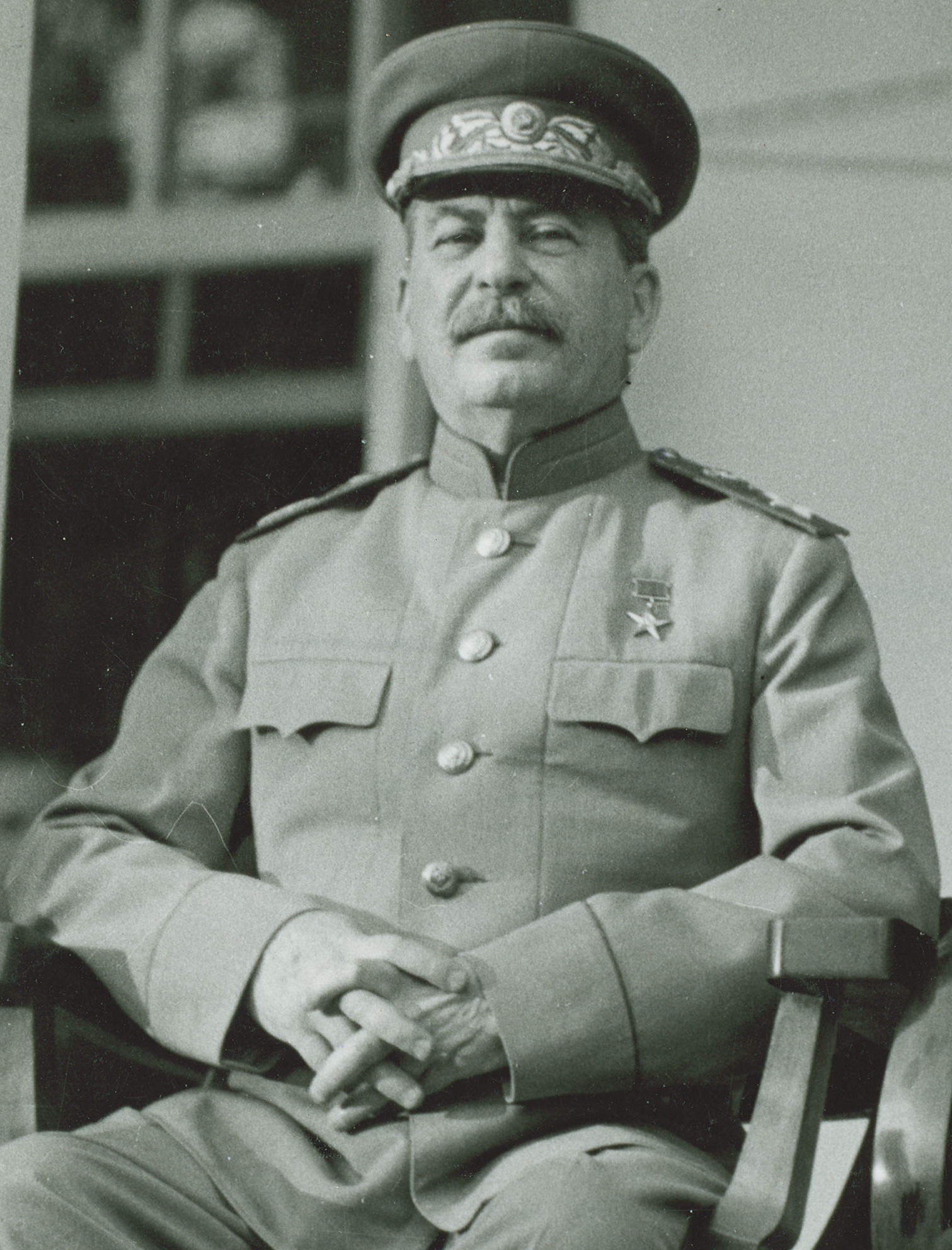
O líder soviético Josef Stalin encontrou-se com autoridades iugoslavas em Moscou em fevereiro de 1948, pouco antes da ruptura.

Em resposta à convocação de Molotov, Tito despachou Kardelj e o presidente do Conselho Executivo da República Popular da Croácia, Vladimir Bakarić, para Moscou, onde se juntaram a Đilas. Stalin repreendeu a Iugoslávia e Dimitrov por ignorarem a União Soviética ao assinarem o Acordo de Bled, e pelo apelo de Dimitrov para incluir a Grécia numa hipotética federação com a Bulgária e a Iugoslávia. Exigiu também o fim da insurreição na Grécia, argumentando que qualquer apoio adicional às guerrilhas comunistas naquele país poderia levar a um conflito mais amplo com os Estados Unidos e o Reino Unido.  Ao limitar o seu apoio à DSE, Stalin aderiu ao Acordo de Percentagens, um acordo informal que Stalin e Winston Churchill tinham celebrado em Moscovo em Outubro de 1944, que colocou a Grécia na esfera de influência britânica. 
Stalin também exigiu uma federação imediata composta pela Bulgária e pela Iugoslávia.  Segundo Stalin, a Albânia aderiria mais tarde. Ao mesmo tempo, expressou apoio a uniões semelhantes da Hungria e da Romênia e da Polônia e da Tchecoslováquia. Os participantes iugoslavos e búlgaros na reunião reconheceram os erros, e Stalin fez Kardelj e Dimitrov assinarem um tratado obrigando a Iugoslávia e a Bulgária a consultar a União Soviética sobre todas as questões de política externa.  O Politburo do KPJ reuniu-se em segredo no dia 19 de fevereiro e decidiu contra qualquer federação com a Bulgária. Dois dias depois, Tito, Kardelj e Đilas reuniram-se com Nikos Zachariádis, o secretário-geral do KKE. Informaram Zachariadis que Stalin se opunha à luta armada do KKE, mas prometeu, no entanto, o apoio contínuo à Iugoslávia. 
O Comitê Central do KPJ reuniu-se em 1 de março e observou que a Iugoslávia só permaneceria independente se resistisse aos desígnios soviéticos para o desenvolvimento económico do Bloco de Leste.  A União Soviética viu o plano de desenvolvimento quinquenal da Iugoslávia desfavoravelmente porque não se alinhava com as necessidades do Bloco Oriental, mas priorizava o desenvolvimento baseado apenas nas necessidades de desenvolvimento local.  O Comité Central também rejeitou a possibilidade de uma federação com a Bulgária, interpretando-a como uma forma de tática de cavalo de Tróia, e decidiu prosseguir com a política existente em relação à Albânia.  O membro do Politburo e ministro do governo, Sreten Žujović, que não esteve presente na reunião de 19 de fevereiro, participou na reunião de 1 de Março e informou os soviéticos. 
Na Albânia, Xoxe expurgou todas as forças anti-iugoslavas do Comitê Central do PKSH num plenário de 26 de fevereiro – 8 de março.  O Comitê Central do PKSH adotou uma resolução afirmando que a política oficial albanesa era pró-iugoslava. As autoridades albanesas adotaram um documento secreto adicional detalhando uma fusão planejada dos exércitos albanês e iugoslavo, citando a ameaça de uma invasão grega e argumentando que ter tropas iugoslavas na fronteira entre a Albânia e a Grécia era uma "necessidade urgente".  Em resposta a estas medidas, os conselheiros militares soviéticos foram retirados da Iugoslávia em 18 de março. 

## As cartas de Stalin e o conflito aberto

### Primeira carta
Em 27 de março, Stalin enviou sua primeira carta dirigida a Tito e Kardelj, que formulava o conflito como ideológico.  Na sua carta, Stalin denunciou Tito e Kardelj, bem como Đilas, Svetozar Vukmanović, Boris Kidrič e Aleksandar Ranković, como "marxistas duvidosos" responsáveis pela atmosfera anti-soviética na Iugoslávia. Stalin também criticou as políticas iugoslavas em matéria de segurança, economia e nomeações políticas. Em particular, ressentiu-se da sugestão de que a Iugoslávia era mais revolucionária que a União Soviética, fazendo comparações com as posições e o destino de Leon Trótski. O objetivo da carta era exortar os comunistas leais a remover os "marxistas duvidosos".  Os soviéticos mantiveram contato com Žujović e com o ex-ministro da Indústria Andrija Hebrang e, no início de 1948, instruíram Žujović a destituir Tito do cargo. Eles esperavam garantir o cargo de secretário-geral do KPJ para Žujović e fazer com que Hebrang ocupasse o cargo de primeiro-ministro. 
Tito convocou o Comitê Central do KPJ em 12 de abril para redigir uma carta em resposta a Stalin. Tito repudiou as afirmações de Stalin e referiu-se a elas como calúnia e desinformação. Ele também enfatizou as conquistas do KPJ em termos de independência e igualdade nacionais. Žujović foi o único a opor-se a Tito na reunião. Ele defendeu a inclusão da Iugoslávia na União Soviética e questionou qual seria a posição futura do país nas relações internacionais se a aliança entre os dois países não fosse mantida.  Tito apelou à acção contra Žujović e Hebrang. Ele denunciou Hebrang, alegando que suas ações eram a principal razão para a desconfiança soviética. Para desacreditá-lo, foram feitas acusações alegando que Hebrang se tornou um espião do movimento ultranacionalista e fascista croata Ustaše durante seu cativeiro em 1942, e que ele foi posteriormente chantageado com essa informação pelos soviéticos. Tanto Žujović como Hebrang foram detidos no espaço de uma semana. 

### Segunda carta
Em 4 de maio, Stalin enviou a segunda carta ao KPJ. Ele negou que a liderança soviética estivesse mal informada sobre a situação na Iugoslávia e afirmou que as diferenças eram por uma questão de princípio. Ele também negou que Hebrang fosse uma fonte soviética no KPJ, mas confirmou que Žujović o era de facto. Stalin questionou a escala das conquistas do KPJ, alegando que o sucesso de qualquer partido comunista dependia da assistência do Exército Vermelho - o que implica que os militares soviéticos eram essenciais para saber se o KPJ mantinha ou não o poder. Por fim, sugeriu levar o assunto ao Cominform.  Na sua resposta à segunda carta, Tito e Kardelj rejeitaram a arbitragem pelo Cominform e acusaram Stalin  de fazer lobby junto de outros partidos comunistas para afetar o resultado da disputa. 

### Terceira carta e Resolução do Cominform
No dia 19 de maio, Tito recebeu um convite para a delegação iugoslava participar de uma reunião do Cominform para discutir a situação relativa ao KPJ. No entanto, o Comitê Central do KPJ rejeitou o convite no dia seguinte. Stalin enviou então a sua terceira carta, agora dirigida a Tito e Hebrang, afirmando que não falar em nome do KPJ perante o Cominform equivaleria a uma admissão tácita de culpa. No dia 19 de junho, o KPJ recebeu um convite formal para participar na reunião do Cominform em Bucareste, dois dias depois. A liderança do KPJ informou ao Cominform que não enviaria nenhum delegado. 
O Cominform publicou sua Resolução sobre o KPJ em 28 de junho expondo o conflito e criticando o KPJ por anti-soviético e erros ideológicos, falta de democracia no partido e incapacidade de aceitar críticas.  Além disso, o Cominform acusou o KPJ de se opor aos partidos dentro da organização, de se separar da frente socialista unida, de trair a solidariedade internacional dos trabalhadores e de assumir uma postura nacionalista. Finalmente, o KPJ foi declarado expulso do Cominform. A resolução afirmava que havia membros “saudáveis” do KPJ cuja lealdade seria medida pela sua disponibilidade para derrubar Tito e a sua liderança – esperando que isto fosse conseguido apenas devido ao carisma de Stalin. Stalin esperava que o KPJ recuasse, sacrificasse os “marxistas duvidosos” e se realinhasse com ele. 

## Consequências

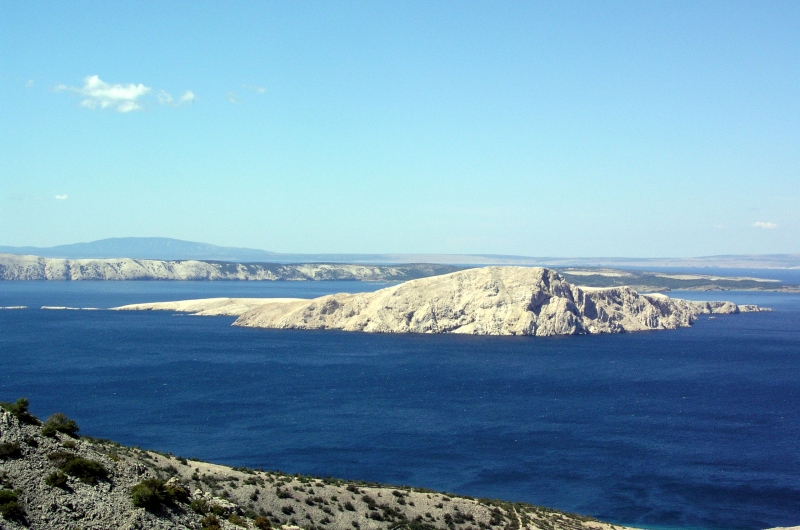
Um campo de prisioneiros foi construído em Goli Otok para deter pessoas condenadas por apoiar Stalin após a separação da União Soviética.

Confrontado com a escolha entre resistir ou submeter-se a Stalin, Tito escolheu a primeira opção, provavelmente contando com a ampla base orgânica do KPJ, construída através do movimento Partidário, para o apoiar. Estima-se que até 20 por cento dos membros do KPJ apoiavam Estaline em vez de Tito. A liderança do partido percebeu isso e levou a expurgos abrangentes que foram muito além dos alvos mais visíveis como Hebrang e Žujović. Esses expurgos passaram a ser chamados de Período Informbiro, ou seja, "período Cominform". Os apoiadores reais ou supostos de Stalin foram denominados "Cominformistas" ou "ibeovci" como um inicialismo pejorativo baseado nas duas primeiras palavras do nome oficial do Cominform - o Gabinete de Informação dos Partidos Comunistas e Operários. Milhares foram presos, mortos ou exilados.  Segundo Ranković, 51 mil pessoas foram mortas, presas ou condenadas a trabalhos forçados.  Em 1949, campos de prisioneiros para fins especiais foram construídos para homens e mulheres do Cominformistas nas ilhas desabitadas do Adriático de Goli Otok e Sveti Grgur, respectivamente. 

### Ajuda dos EUA à Iugoslávia

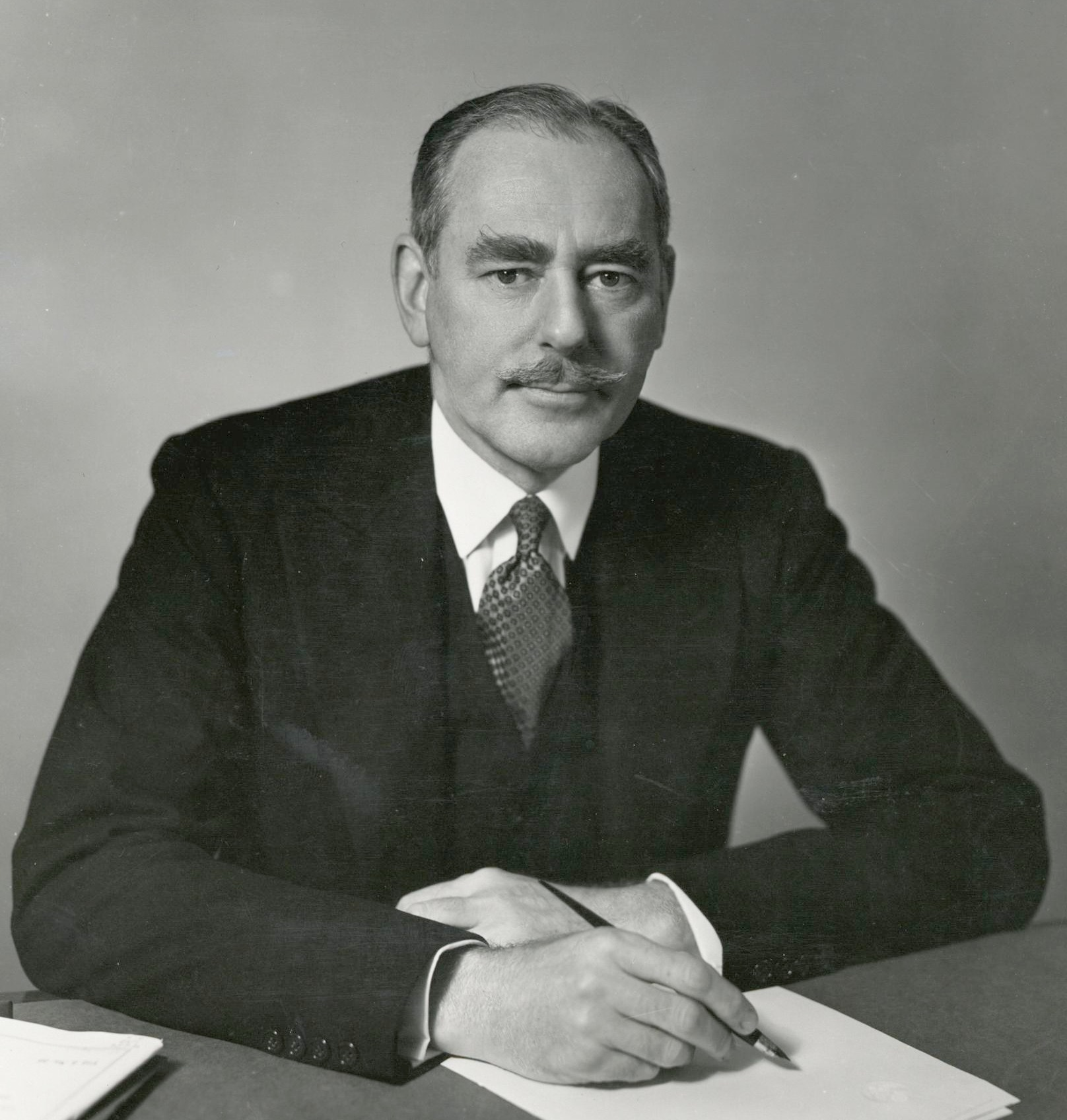
O secretário de Estado Dean Acheson reconheceu que era do interesse dos Estados Unidos fornecer ajuda a Tito nos primeiros anos da Guerra Fria.

A Iugoslávia enfrentou dificuldades económicas significativas como resultado da ruptura, uma vez que a sua economia planificada dependia do comércio desimpedido com a União Soviética e o Bloco Oriental. O medo da guerra com a União Soviética resultou em um alto grau de gastos militares - aumentando para 21,4 por cento da renda nacional em 1952.  Os Estados Unidos consideraram a ruptura como uma oportunidade para obter uma vitória na Guerra Fria, mas adoptaram uma abordagem cautelosa, sem saber se a ruptura seria permanente ou se a política externa iugoslava mudaria. 
A Iugoslávia solicitou pela primeira vez assistência dos Estados Unidos no verão de 1948.  Em Dezembro, Tito anunciou que matérias-primas estratégicas seriam enviadas para o Ocidente em troca de um aumento do comércio.  Em fevereiro de 1949, os EUA decidiram fornecer assistência económica a Tito. Em troca, os EUA exigiram a cessação da ajuda jugoslava à DSE quando a situação interna na Jugoslávia permitiu tal movimento sem pôr em perigo a posição de Tito.  Em última análise, o Secretário de Estado Dean Acheson assumiu a posição de que o plano quinquenal jugoslavo teria de ter sucesso se Tito quisesse prevalecer contra Estaline. Acheson também argumentou que apoiar Tito era do interesse dos Estados Unidos, independentemente da natureza do regime de Tito.  A ajuda americana ajudou a Jugoslávia a superar as fracas colheitas de 1948, 1949 e 1950,  mas quase não haveria crescimento económico antes de 1952.  Tito também recebeu o apoio dos EUA na candidatura bem-sucedida da Iugoslávia em 1949 para um assento no Conselho de Segurança das Nações Unidas,  apesar da oposição soviética. 
Em 1949, os Estados Unidos concederam empréstimos à Iugoslávia, aumentaram-nos em 1950 e depois concederam grandes doações.  Os iugoslavos inicialmente evitaram procurar ajuda militar dos EUA, acreditando que isso forneceria aos soviéticos um pretexto para a invasão. Em 1951, as autoridades iugoslavas convenceram-se de que um ataque soviético era inevitável, independentemente da ajuda militar do Ocidente. Consequentemente, a Iugoslávia foi incluída no Programa de Assistência à Defesa Mútua. 

### Ações soviéticas e golpe militar

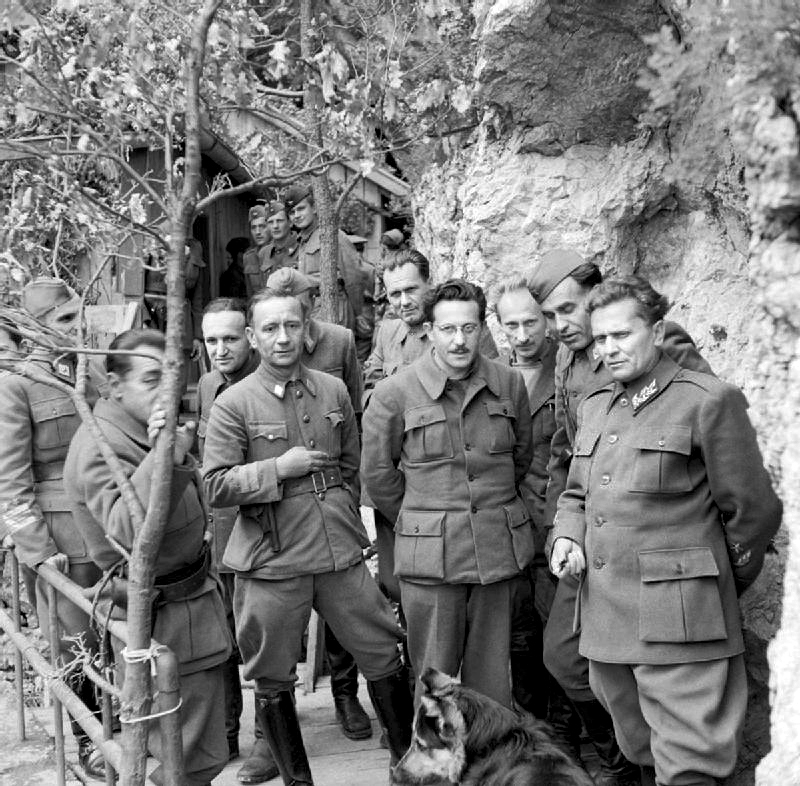
Os protagonistas da ruptura cooperaram estreitamente no quartel-general de Tito durante a guerra em Drvar em 1944, dias antes da Operação Rösselsprung: Tito (extrema direita), Žujović (ao lado de Tito), Kardelj (centro) e Jovanović (extrema esquerda no fundo)

Quando o conflito se tornou público em 1948, Stalin embarcou numa campanha de propaganda contra Tito.  Os aliados da União Soviética bloquearam as suas fronteiras com a Iugoslávia; houve 7.877 incidentes fronteiriços.  Em 1953, as incursões soviéticas ou apoiadas pelos soviéticos resultaram na morte de 27 agentes de segurança iugoslavos.  Não está claro se os soviéticos planejaram alguma intervenção militar contra a Iugoslávia após a ruptura. O major-general húngaro Béla Király, que desertou para os Estados Unidos em 1956, afirmou que tais planos existiam.  Pesquisas posteriores do historiador húngaro László Ritter contestaram a afirmação de Király.  Ritter baseou a sua opinião na ausência de qualquer material de arquivo da antiga União Soviética ou do Pacto de Varsóvia que documentasse tais planos, acrescentando que os exércitos soviético e húngaro fizeram planos esperando um ataque dos aliados ocidentais através da Iugoslávia, potencialmente apoiado pelas forças iugoslavas. Um componente importante desses preparativos foi a construção de fortificações em grande escala ao longo da fronteira entre a Hungria e a Jugoslávia.  Os iugoslavos acreditavam que uma invasão soviética era provável ou iminente e fizeram planos defensivos nesse sentido.  Uma mensagem que Estaline enviou ao presidente checoslovaco Klement Gottwald pouco depois da reunião do Cominform de Junho de 1948 sugere que o objectivo de Estaline era isolar a Jugoslávia - causando assim o seu declínio - em vez de derrubar Tito.  Num esforço para desacreditar Tito, os soviéticos ajudaram a Bulgária a estabelecer três postos de operações de inteligência ao longo da fronteira do país com a Jugoslávia – em Vidin, Slivnitsa e Dupnitsa. O seu objectivo era estabelecer canais para a distribuição de materiais de propaganda contra Tito e manter ligações com apoiantes do Cominform na Iugoslávia.  Também é possível que Stalin tenha sido dissuadido de intervir pela resposta dos Estados Unidos à eclosão da Guerra da Coréia em 1950. 
Imediatamente após a ruptura, houve pelo menos uma tentativa fracassada de golpe militar iugoslavo apoiada pelos soviéticos. Foi chefiado pelo Chefe do Estado-Maior General, Coronel General Arso Jovanović, Major General  Branko Petričević Kadja e o coronel Vladimir Dapčević. A conspiração foi frustrada e os guardas de fronteira mataram Jovanović perto de Vršac enquanto ele tentava fugir para a Romênia. Petričević foi preso em Belgrado e Dapčević foi preso quando estava prestes a cruzar a fronteira húngara.  Em 1952, o Ministério da Segurança do Estado soviético planejou assassinar Tito com um agente biológico e um veneno de codinome Scavenger, mas Stalin morreu em 1953, antes que a conspiração pudesse ser implementada.  
Na política do Bloco de Leste, a ruptura com a Iugoslávia levou à denúncia e à acusação de alegados titoístas, com o objetivo de fortalecer o controlo de Stalin sobre os partidos comunistas do bloco. Resultaram em julgamentos simulados de altos funcionários como Xoxe, o secretário-geral do Partido Comunista da Checoslováquia, Rudolf Slánský, o ministro do Interior e dos Negócios Estrangeiros húngaro, László Rajk, e o secretário-geral do Comité Central do Partido dos Trabalhadores Búlgaro, Traicho Kostov. Além disso, a Albânia e a Bulgária afastaram-se da Iugoslávia e alinharam-se inteiramente com a União Soviética.  Independentemente da dependência do DSE na Iugoslávia, o KKE também se aliou ao Cominform,  declarando o seu apoio à fragmentação da Iugoslávia e à independência da Macedônia.  Em Julho de 1949, a Iugoslávia cortou o apoio aos guerrilheiros gregos e a DSE entrou em colapso quase imediatamente.  